# Partido de Salliqueló
Partido de Salliqueló är en kommun i Argentina.   Den ligger i provinsen Buenos Aires, i den centrala delen av landet, 500 km sydväst om huvudstaden Buenos Aires. Antalet invånare är 8 682.
Trakten runt Partido de Salliqueló består till största delen av jordbruksmark. Runt Partido de Salliqueló är det glesbefolkat, med 10 invånare per kvadratkilometer.